# Чёрные клобуки

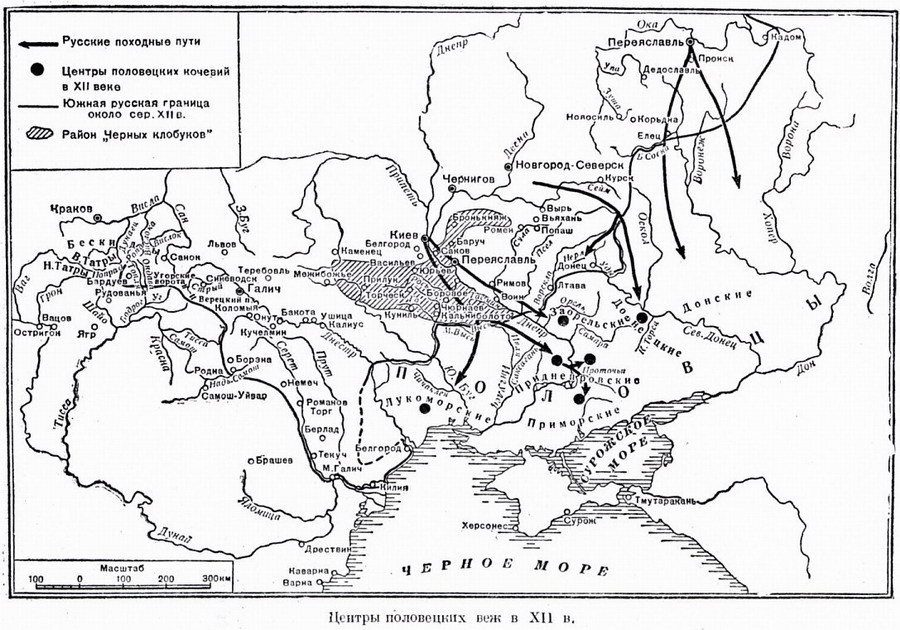
Территория чёрных клобуков (заштриховано).

Чёрные клобуки́ («чёрные шапки», ср. тюрк. каракалпак «чёрный колпак») — общее древнерусское название степных кочевников, расселённых в основном в Поросье, начиная с конца XI века и сложившееся к середине XII века на южных лесостепных окраинах русских княжеств.

## Термин
Впервые в дошедших до наших дней исторических источниках, название «чёрные клобуки» было упомянуто в Ипатьевской летописи в августе 1146 году, когда они поддержали Изяслава Мстиславича в его борьбе за Киев, в последний раз в Лаврентьевской летописи — в 1201 году, когда выступили на стороне галицко-волынского князя Романа Мстиславича против Рюрика Ростиславича.
По сообщению летописи, в состав чёрных клобуков входили: торки, печенеги, берендеи и ковуи (коуи). Также по одному разу летопись упоминает турпеев (1150 год), каепичей (1160 год) и дважды бастиев (1170 год). Последнее упоминание тюркских вассалов киевских князей в летописи относится к 1235 году и касается торков. В другом источнике указано что Черные клобуки, летописное название племени каракалпаков.
В Московском летописном своде XV века под 1152 годом чёрные клобуки отождествляются с черкасами: «Все Чёрные Клобуки еже зовутся Черкасы». Несколько позднее такое же пояснение помещено и в Воскресенской летописи. Приписка в Московском летописном своде, является анахронизмом, замена книжником непонятного названия на современный экзоэтноним, обозначающий степных инородцев.
Чёрными клобуками, то торками, в русских летописях, называли кочевой народ тюркского происхождения — Берендеев. По мнению историка А. И. Фурсова, чёрные клобуки явились предвестниками казачества. Занимаемая ими зона по течению Днепра, Стугны и Роси была буфером между кочевниками и Русью.

## История

### Военная структура
Чёрные клобуки являлись важной военной силой древнерусских князей и участвовали практически во всех их вооружённых конфликтах, особенно в русских междоусобицах. Военные силы древнерусских князей, согласно Ипатьевской летописи, состояли из трёх частей: киевлян, чёрных клобуков и княжеской дружины. В политическом плане в Киевском княжестве в это время существовало два главных фактора: киевское боярство и чёрные клобуки. Чёрные клобуки и бояре совместно принимали решение о приглашении в Киев того или иного князя. О важной роли чёрных клобуков в политической жизни Киевского княжества свидетельствует неоднократно повторяющееся в летописи устойчивое выражение «вся земля Русская и чёрные клобуки». В другом источнике указано что к сыну князя киевского Рюрика Ростиславича Ростиславу Чёрные Клобуки неоднократно обращались и просили о помощи в борьбе с половцами, то есть они просто были с Киевской землёй соседями и почти осёдлыми союзниками русских против половцев.

Самое имя Торковъ, Берендеевъ, Ковуевъ и другихъ племёнъ тюркскаго происхожденія, жившихъ въ Кіевской губернія, исчезло изъ памяти народной, хотя въ лѣтописи нѣтъ слѣдовъ ихъ ухода или истребленія, и многія лица малороссійскаго казачества сильно напоминаютъ собою азіятскій обликъ этихъ исчезнувшихъ народцевъ.
Чёрные клобуки использовались для охраны границ Руси, главным образом от половцев, имевших сходную тактику боя и вооружение, а также в качестве вспомогательных отрядов во внешних и междоусобных войнах. Группировки, составляющие Чёрных клобуков, судя по всему, были в основном уничтожены и рассеяны в ходе монголо-татарского нашествия, затем ассимилированы.
Персидский историк Рашид-ад-дин, описывая завоевание Руси монголами в 1240 году, пишет: «Царевичи Бату с братьями, Кадан, Бури и Бучек направились походом в страну русских и народа чёрных шапок и в 9 дней взяли большой город русских, которому имя Манкеркан».

### Политико-административное устройство

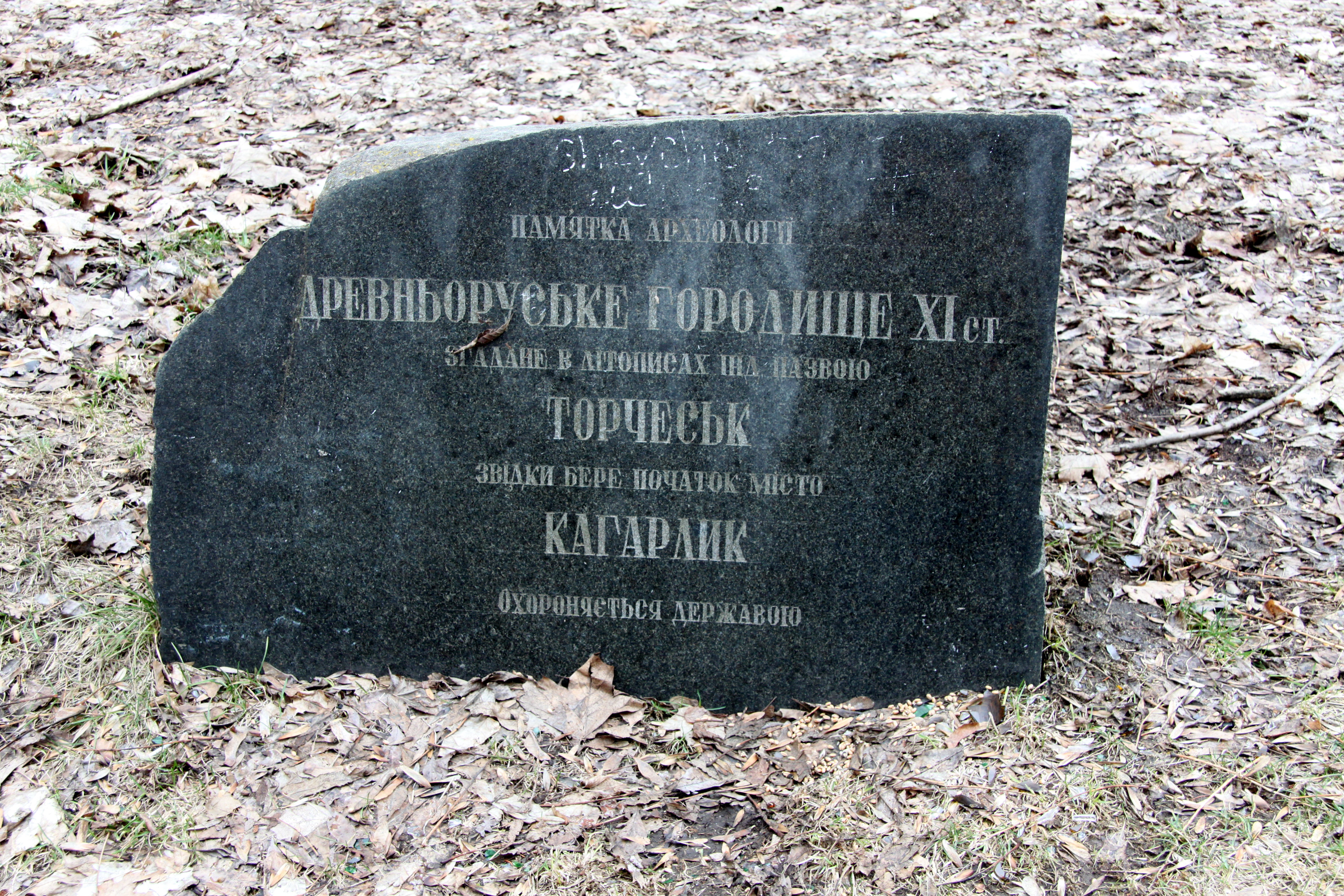
Памятный камень на месте расположения Торческого городища

Столицы чёрноклобукского союза Поросья время от времени менялись. Столичными были либо Канев, либо Торческ (Торцкь, Торцьскъ), периодически менявшиеся статусом столицы.
В Ипатьевской летописи под 1150 годом упомянута область Чёрные клобуки.
Чёрные клобуки имели широкую автономию и самоуправление. Их вожди входили в элиту древне-русских княжеств и ближайшее окружение князей Рюриковичей (прежде всего киевского князя).

## Современные археологические свидетельства
Согласно археологическим данным, после монгольского завоевания часть чёрных клобуков была переселена монголами в Поволжье и Молдавию, и была включена в военно-аристократическую структуру улуса Джучи. Однако полуоседлая и оседлая часть чёрных клобуков осталась в Поросье и со временем ассимилировалась с местным славянским населением.
Археолог А. Н. Кирпичников выделяет чёрноклобукские шлемы в отдельный тип.
Идентифицировать связанные именно с Чёрными клобуками археологические комплексы в материальной культуре кочевников южно-русских степей XII—XIII веков — невозможно.